# 柳胸螈属
柳胸螈（屬名：Gerrothorax）又稱童鳃螈、異螈，是一支生活在三叠纪中晚期的两栖动物，隸屬离片椎目下的斜橫螈科，當前只有一個有效種，即模式種美麗柳胸螈（G. pulcherrimus），化石產自法国、德国、格陵兰及瑞典，並在泰国有疑似紀錄。化石年代從三疊紀拉丁期延續至瑞替期，前後長達3500萬年，而牠們的形態在此期間幾乎未有變化，是間斷平衡的極端例子。柳胸螈長久未曾演變的原因，可能是其具备廣泛適應各種生態環境的能力。雖然柳胸螈為全水生兩棲動物，總是需要以水為生境，但牠們可能已經適應了各種不同鹽度的水體。

## 生理結構

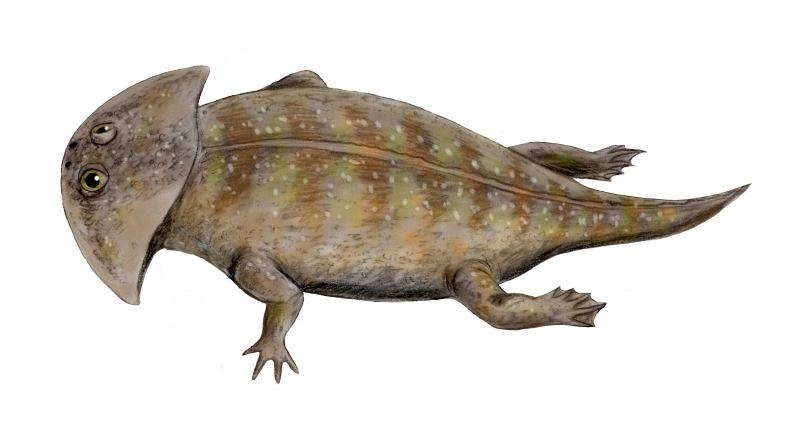
美麗柳胸螈的復原圖

柳胸螈的體長可達一米，身形十分扁平，適合潛伏在河湖底部的泥沙中，透過上仰的大眼睛尋找游過的獵物。其頭部兩側突出，類似笠頭螈（盜首螈），但二者之間並無很近的親緣關係。
一些柳胸螈化石在頸部附近保留了下鰓節（英文：hypobranchial）和角鰓節（英文：ceratobranchial），這表明牠們存在幼态延续現象，成年以後依然保留着幼時的鳃。在1946年對柳胸螈的原始描述中，其鰓部骨骼被認為與生前的羽毛状外鰓相對應，類似某些終生保留外鰓的現代蠑螈，如泥螈、美西螈和洞螈。然而，一項發表於2010年的研究指出，诸如柳胸螈之类的斜橫螈類更可能拥有像鱼一样的内鳃，而不是像蝾螈一样的外鳃。這項研究發現，斜橫螈類和其他成年後保留鳃的史前两栖动物，在角鰓節上具有凹槽，該特徵存在於现代和史前鱼类中，但卻不存在於现代两栖動物中，因此反映出史前两栖類所擁有的是内鳃。這一点有利於大型動物的生存，因为内鳃会受到大皮褶的保护，不太可能遭到來自外部环境的损害。
2008年發表的一項研究指出，柳胸螈透過抬起上顎（而非張開下顎）的方式來捕獵，被科學家戲稱類似於馬桶蓋的開合方式。2011年對柳胸螈的颅骨進行 X 光斷層掃描後發現，牠們具有完全骨化的脑颅與顎方骨。2012年發表的一项研究認為，柳胸螈采用吸食的方式捕獵。牠們拥有强壮的肌肉，能迅速抬起颅骨和迅速降低下顎，強健的內鰓會在运动过程中將水排出，在喉咙中产生巨大的压力，从而吸入小型猎物；同时鳃弓上還布满了小齿，任何猎物一旦被吞噬都无法逃脱。儘管吸食捕獵的方式在鱼类及现代两栖动物幼体中很常见，但柳胸螈和这些动物的不同之处在於缺乏顱運動，這意味着其顱骨不能相向屈曲以包裹猎物。